# Anny
Anny ist ein weiblicher Vorname. 

## Herkunft und Bedeutung
Anny ist eine Koseform von Anna, Anne, Annika oder auch Anika, die auch als eigenständiger Vorname vergeben wird.

## Namensträgerinnen
- Anny Ahlers (1902–1933), deutsche Sängerin und Schauspielerin
- Anny Angel-Katan (1898–1992), österreichisch-US-amerikanische Psychoanalytikerin
- Anny Boxler (1914–2001), Schweizer Vertreterin der Naiven Malerei
- Anny Cazenave (* 1944), französische Geophysikerin
- Anny Dollschein (1893–1946), österreichische Malerin, Grafikerin, Puppenspielerin und Schauspielerin
- Anny Duperey (* 1947), französische Schauspielerin und Autorin
- Anny Engelmann (1897–1942), österreichisch-tschechoslowakische Illustratorin
- Anny Felbermayer (1924–2014), österreichische Lieder-, Oratorien- und Opernsängerin (lyrischer Sopran)
- Anny Hartmann (* 1970), deutsche Kabarettistin
- Anny Hannewald (1882–1968), deutsche Theaterschauspielerin
- Anny Helm (1903–1993), österreichische Opernsängerin (Sopran)
- Anny Kernkamp (1868–1947), belgische impressionistische Malerin
- Anny Klawa-Morf (1894–1993), Schweizer sozialistische Frauenrechtlerin
- Anny Konetzni (1902–1968), österreichische Opernsängerin (Sopran)
- Anny van Kruyswyk (1894–1976), niederländische Sopranistin
- Anny Chantal Levasseur-Regourd (1945–2022), französische Astronomin und Astrophysikerin
- Anny Ondra (1902 oder 1903–1987) war eine deutsche Schauspielerin tschechisch-österreichischer Herkunft
- Anny von Orelli (1890–1968), schweizerisch-deutsche Schauspielerin
- Anny Peter (1882–1958) war eine Schweizer Frauenrechtlerin und Pazifistin
- Anny E. Popp (* 1891; † unbekannt [nach 1936]), österreichische Kunsthistorikerin
- Anny Ratnawati (* 1962), indonesische Agrarökonomin
- Anny Roth-Dalbert (1900–2004), Schweizer Komponistin, Dirigentin und Pianistin
- Anny Rüegg (1912–2011), Schweizer Skirennfahrerin
- Anny Schäfer (1859–1952), deutsche Schriftstellerin
- Anny Schlemm (* 1929), deutsche Opern- und Operettensängerin mit der Stimmlage Sopran bzw. Mezzosopran
- Anny Schröder-Ehrenfest (1898–1972), österreichische Malerin, Grafikerin und Textilkünstlerin
- Anny Wienbruch (1899–1976), deutsche Schriftstellerin und Autorin von Kinderbüchern
- Anny Wothe (1858–1919), deutsche Schriftstellerin und Journalistin
- Anny Wottitz (1900–1945), österreichische Kunsthandwerkerin und Buchbinderin